# Cyperus hypochlorus
Cyperus hypochlorus är en halvgräsart som beskrevs av Wilhelm B. Hillebrand. Cyperus hypochlorus ingår i släktet papyrusar, och familjen halvgräs.
Artens utbredningsområde är Hawaii.

## Underarter
Arten delas in i följande underarter:
- C. h. brevior
- C. h. hypochlorus

## Bildgalleri

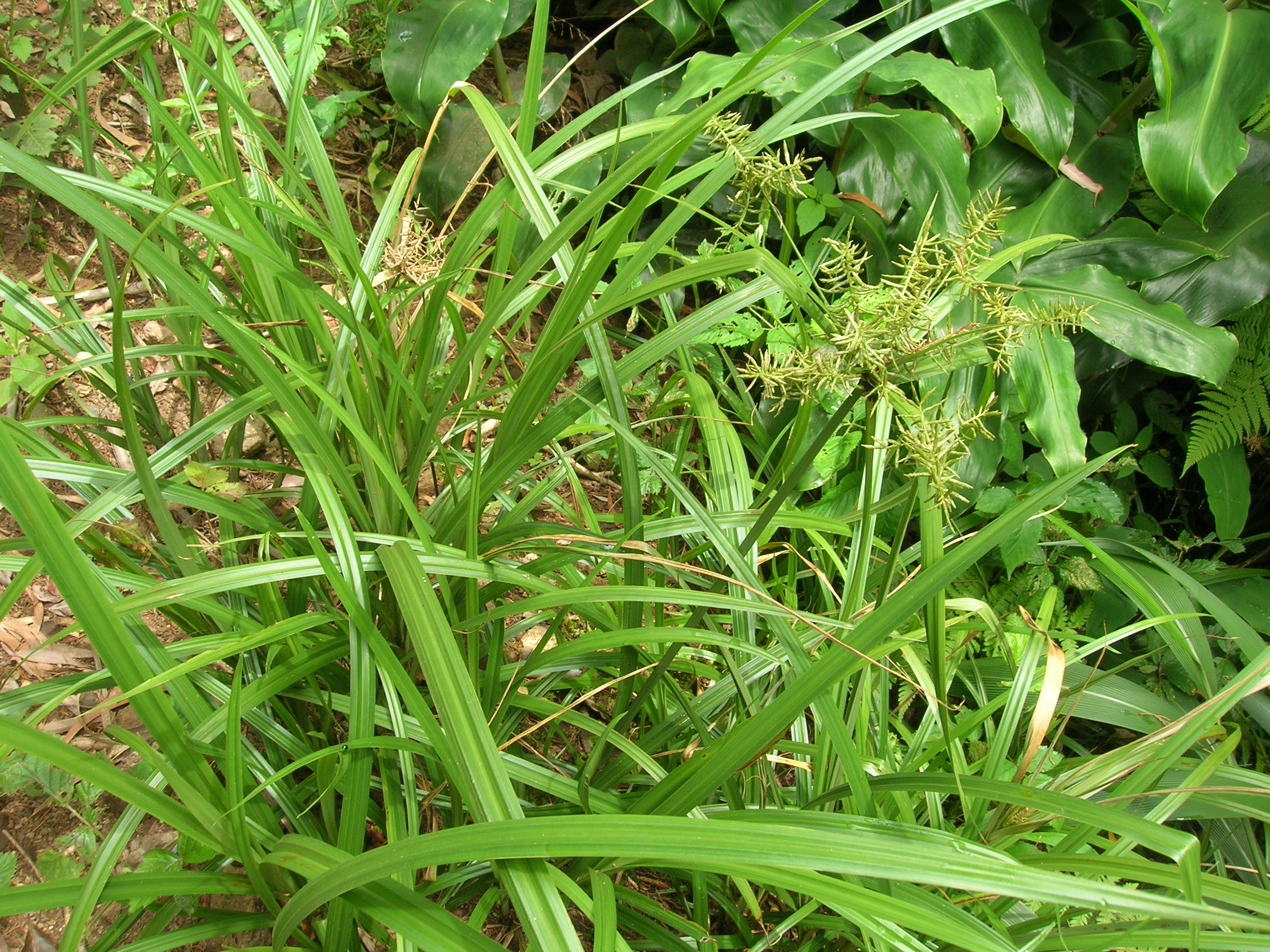
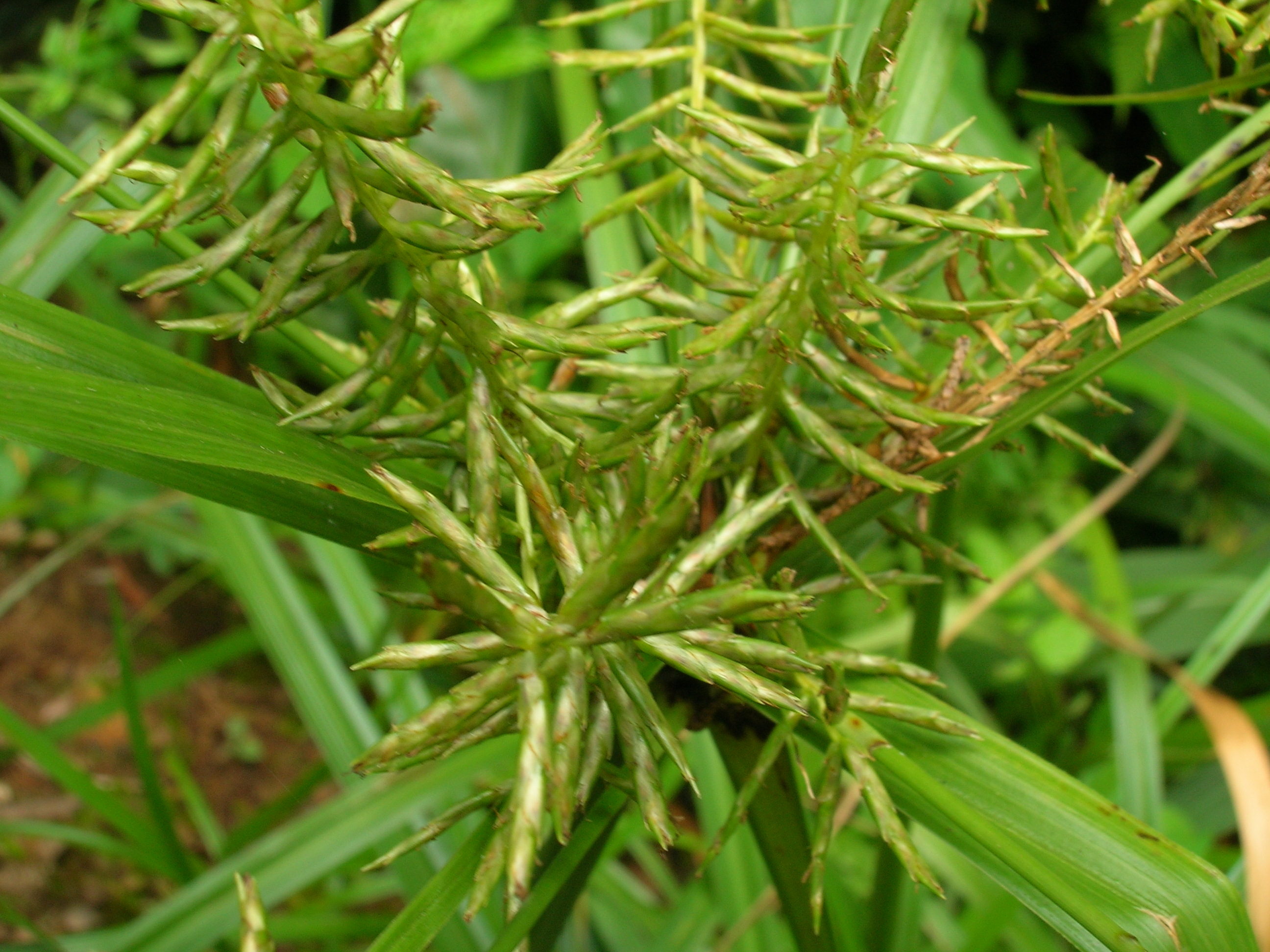
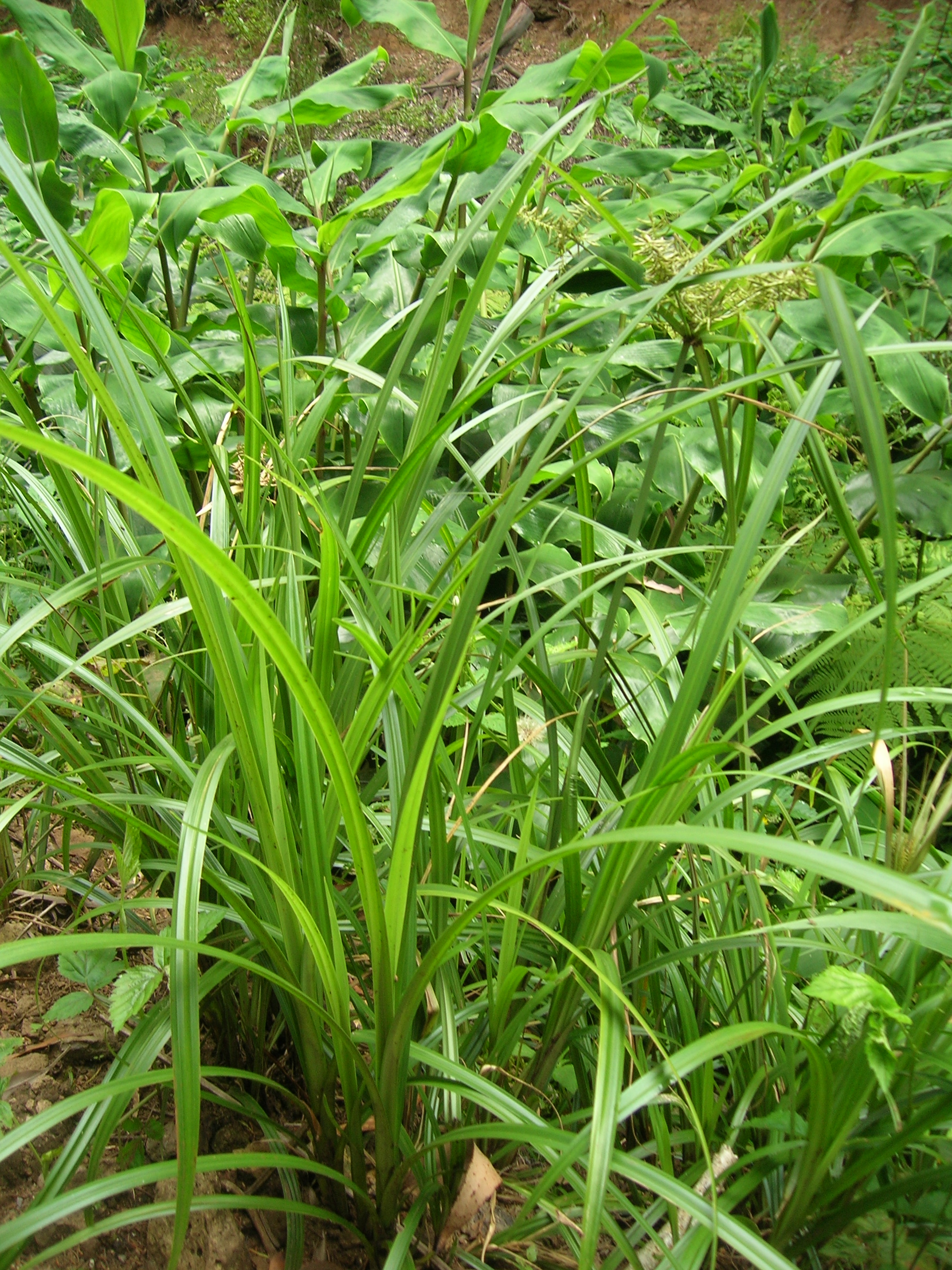